# 26 prairial
26 floréal 26 messidor
Le sextidi 26 prairial, officiellement dénommé jour du jasmin, est le 266e jour de l'année du calendrier républicain.
C'était généralement le 14e jour du mois de juin dans le calendrier grégorien.